# Mount Bullion (comté de Mariposa, Californie)
Mount Bullion est une census-designated place du comté de Mariposa, dans l'État de Californie, aux États-Unis. En 2020, elle compte une population de 154 habitants.